# Tabú (juego de mesa)

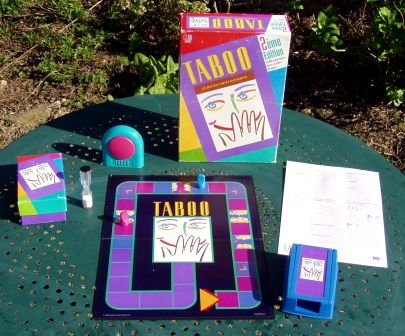
Tablero

El Tabú es un juego de mesa que se  juega en equipos de dos o más personas. El juego consiste en que un miembro de un equipo debe conseguir que su compañero acierte una palabra antes de que se agote el tiempo marcado. Para ello, el miembro del equipo le irá dando pistas. Pero está prohibido decir las llamadas palabras tabú. Las palabras tabú son palabras relacionadas con la palabra que el compañero debe adivinar. Por ejemplo, una persona debe acertar la palabra periódico, pero su compañero no puede nombrar en la descripción papel, información, leer ni kiosco. El tablero suele tener un recorrido de pocas casillas, y el primer equipo que complete el recorrido gana. Suele haber casillas especiales en las que se da el doble del tiempo o hay que acertar más de una palabra. 